# Езіно-Ларіо
Езіно-Ларіо (італ. Esino Lario) — муніципалітет в Італії, у регіоні Ломбардія, провінція Лекко.
Езіно-Ларіо розташоване на відстані близько 530 км на північний захід від Рима, 65 км на північ від Мілана, 18 км на північ від Лекко.
Населення — 764 особи (2014).
Покровитель — святий Віктор.

## Культура
У селищі працює краєзнавчий Музей Григни (названий за масивом у Бергамських Альпах).
У 2016 році в селищі відбулася 12-та конференція Вікіманія.

## Демографія
Населення за роками:

Станом на 1 січня 2023 року в муніципалітеті офіційно проживали 32 іноземці з 10 країн, серед них 19 громадян країн Євросоюзу та 2 громадяни України.

## Сусідні муніципалітети
- Кортенова
- Льєрна
- Манделло-дель-Ларіо
- Парласко
- Пастуро
- Перледо
- Прималуна
- Тачено
- Варенна

## Галерея

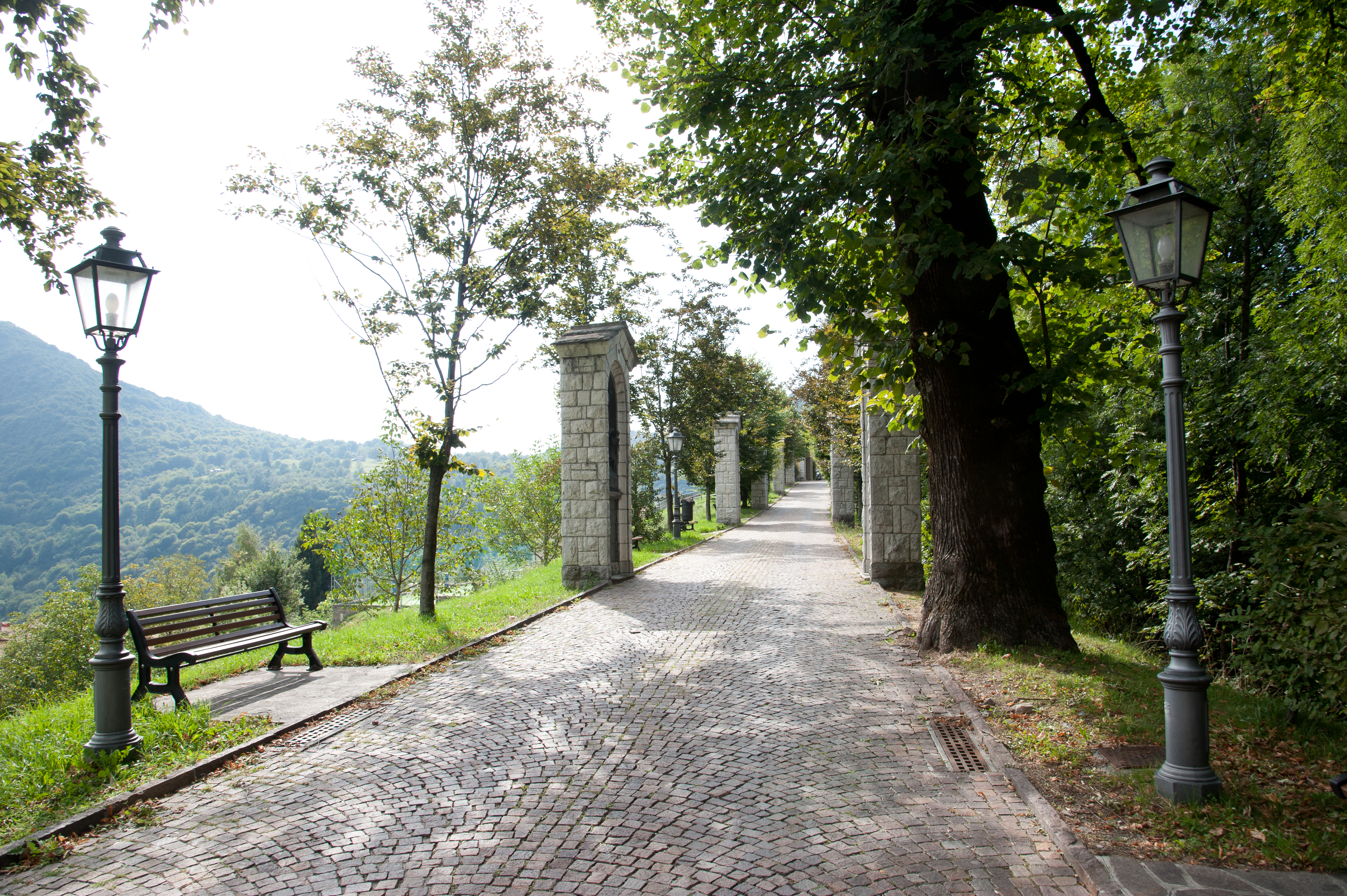
Хресна дорога скульптора Мікеле Ведані
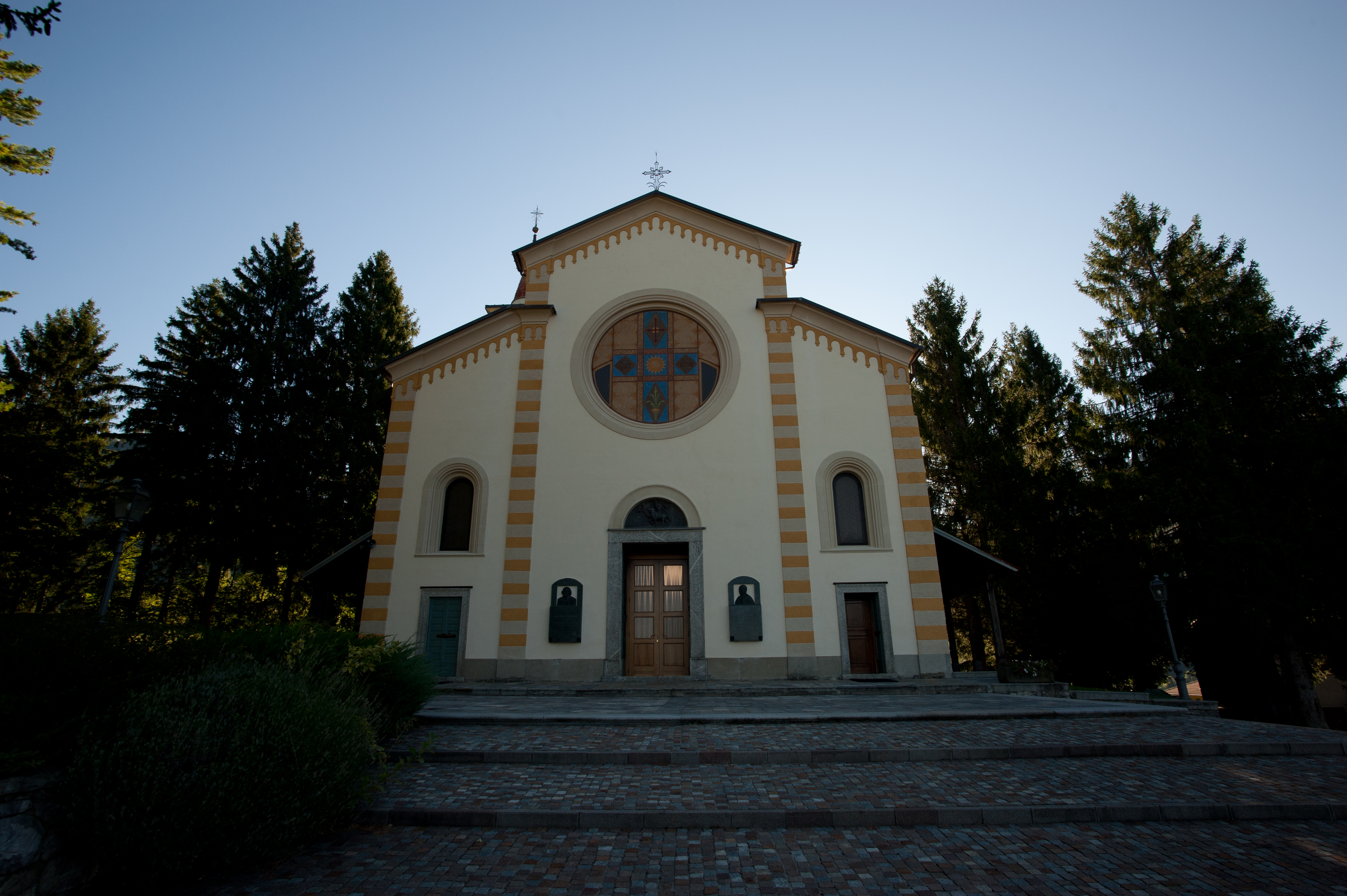
Церква Святого мученика Віктора.
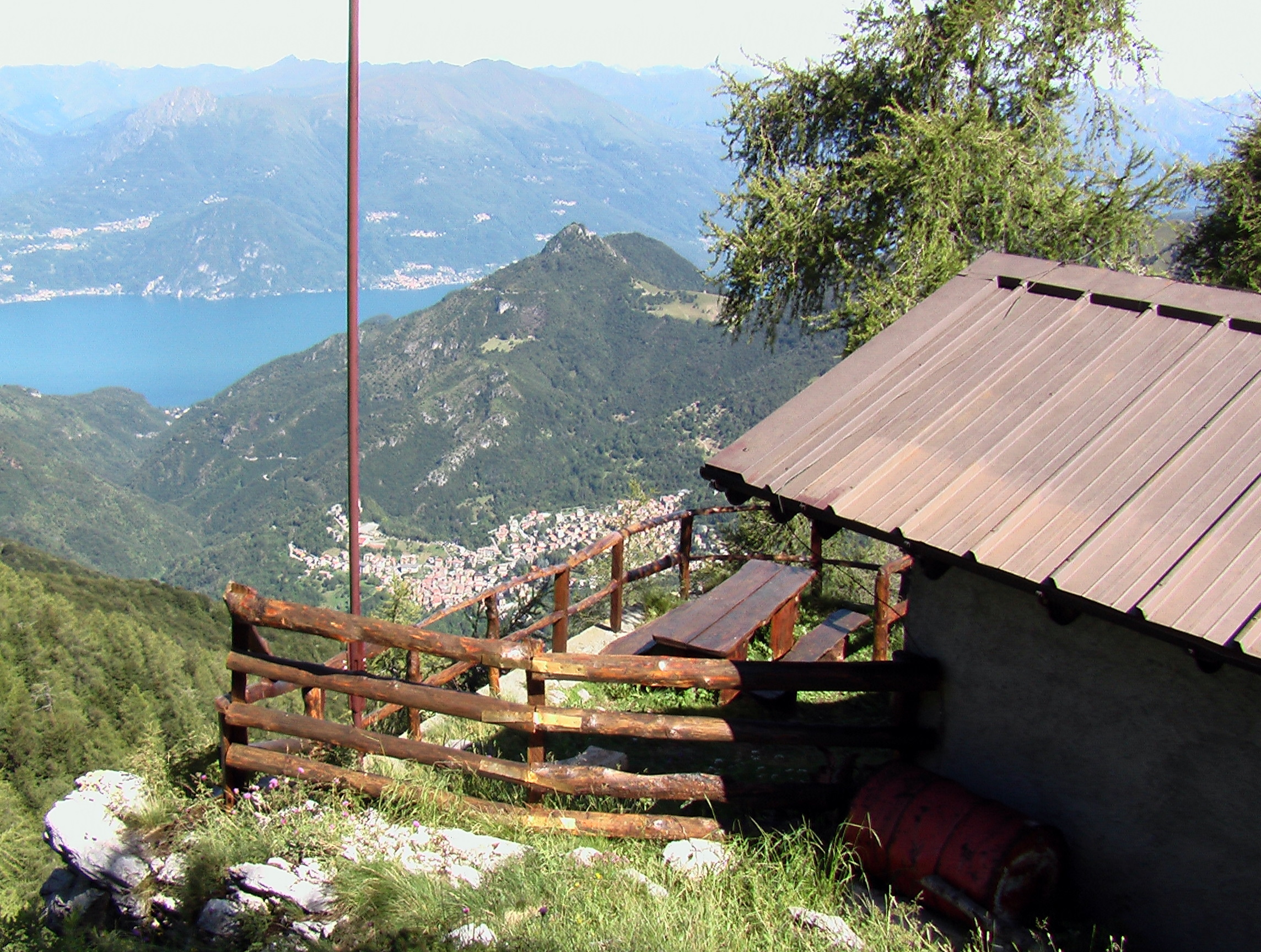
Езіно з Монте Кроче.
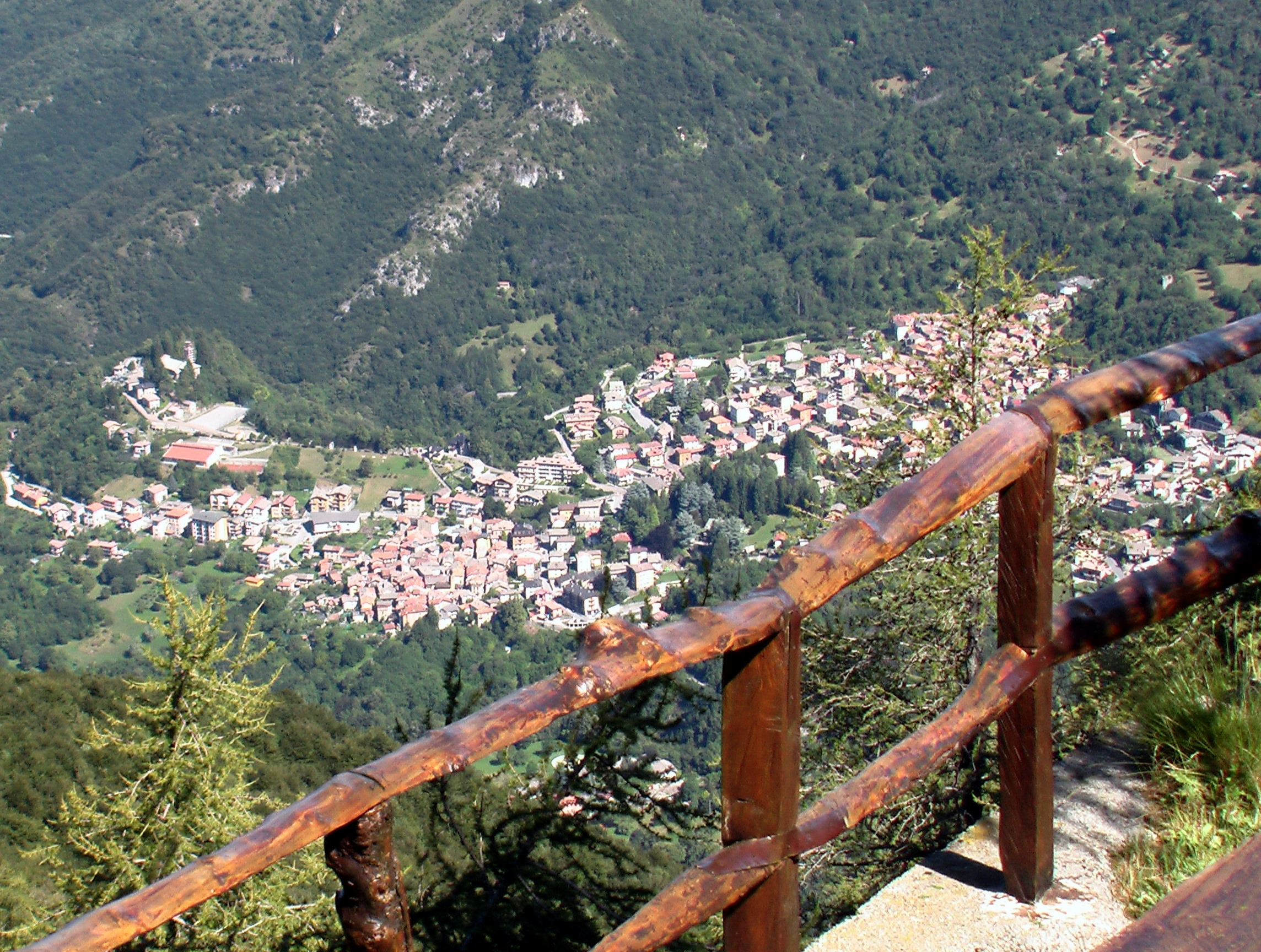
Езіно з Монте Кроче.